# Vision d'Ansellus

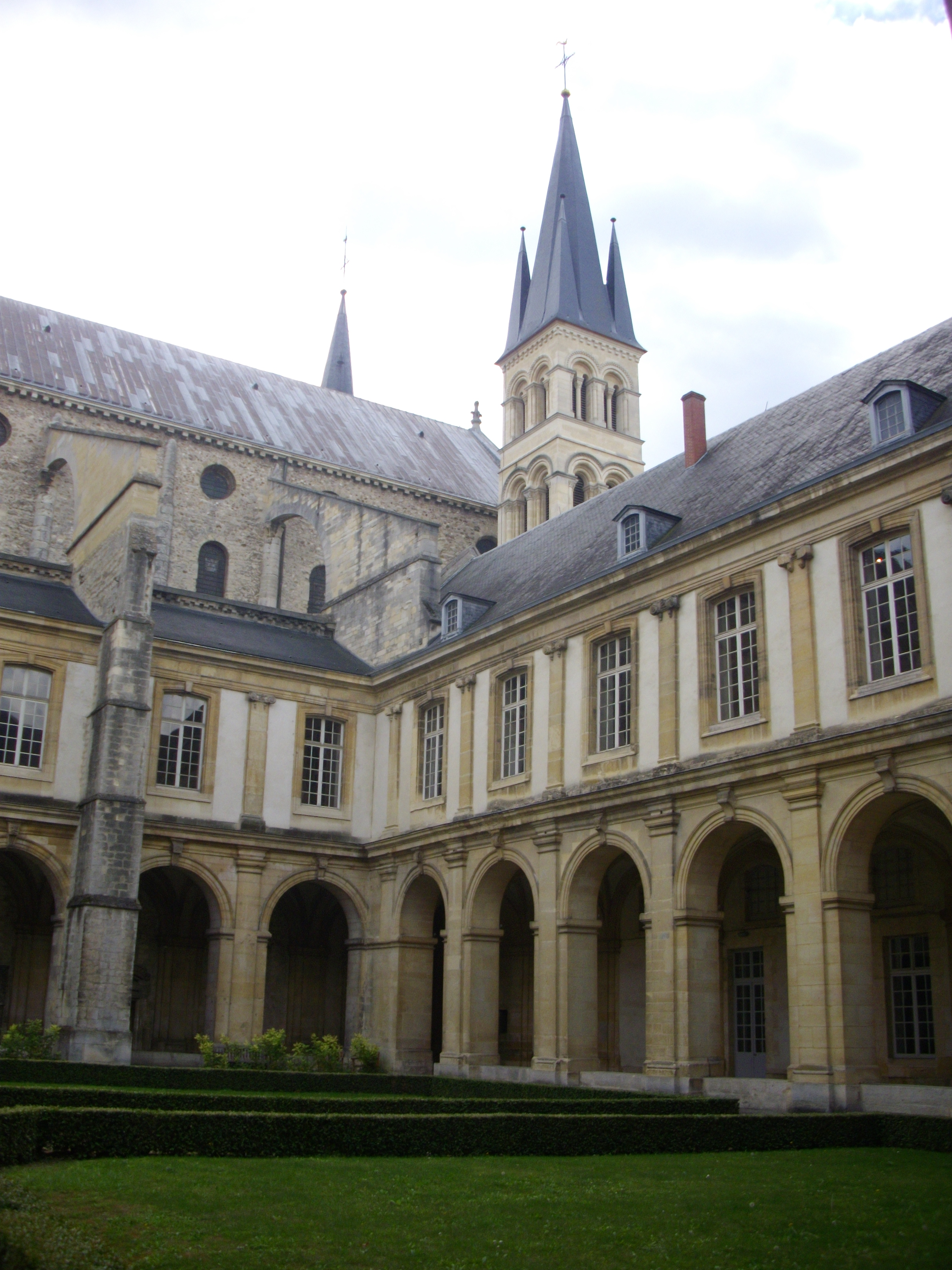
Abbaye Saint-Remi, cloître

La Vision d’Ansellus Scholasticus ou Vision d'Ansellus (en latin, Visio Anselli Scholastici ou Visio Anselli) est le récit d’un songe fait par un moine au XIe siècle, alors qu’il est de passage à l’abbaye Saint-Rémi de Reims. Dans son rêve, le Christ descend de sa croix et l’invite à le suivre en enfer pour délivrer les âmes prisonnières et les amener aux cieux. Son heure n’étant pas venue, il doit revenir sur terre et le Christ confie à un démon la tâche de l’accompagner et de le protéger des autres démons. Au retour, le moine apprend du démon que chaque année, à l’occasion de la fête de Pâques, le Christ revient en enfer pour délivrer les âmes des pêcheurs dont les péchés ne sont pas assez graves pour mériter la damnation éternelle.
Entre 1032 et 1047, Odon, l’abbé de Saint-Germain d’Auxerre commande au frère Ansellus (it) de mettre par écrit, sous la forme d’un poème, cette vision qu’ils ont tous deux entendue de la bouche même du moine. Ansellus compose un poème de 522 vers en octosyllabes rimés qu’il accompagne d’une lettre-préface adressée à Odon. Une version plus courte sera éventuellement adaptée en prose, mais on ne connait pas l’auteur ni le moment de la rédaction du texte.
La Vision d’Ansellus est reproduite dans une dizaine de manuscrits qui ont survécu jusqu’à ce jour. Elle s’inscrit dans le corpus des textes latins sur les visions de l’au-delà. Ces textes sont nombreux et leur popularité au Moyen Âge en a fait un genre littéraire: la littérature visionnaire.

## La Vision d'Ansellus

### Contexte de production
Deux documents renseignent sur l’identité du visionnaire et de l’auteur du récit, ainsi que sur le contexte dans lequel l’œuvre a été produite. Le premier document est une lettre d’un abbé du nom d’Odon, demandant au frère Ansellus de rédiger le récit sous forme de poème. Elle est connue sous le titre d’Epistola Odonis Abbatis (ou lettre d’Odon abbé). L’autre est une lettre d’Ansellus qui accompagne le poème et qui lui sert de préface. Elle est connue sous le titre d’Epistola Scriptoris (ou lettre de l’écrivain). La première lettre n’a été découverte et éditée qu’en 2009. Elle a permis de résoudre plusieurs questions débattues depuis longtemps et d’apporter des rectifications importantes sur l’identité du visionnaire ainsi que sur l’ordre dans lequel les deux versions, en vers et en prose, ont été produites. L’éditeur de la lettre d’Odon a pu récemment faire le point et mettre à jour l'ensemble de nos connaissances sur le contexte et les personnes impliquées dans la production de la Vision d’Ansellus.
Dans ses premières éditions au XIXe siècle, le récit a été intitulé Vision d’Ansellus en français (en latin Visio Anselli), laissant entendre qu’Ansellus était la personne qui avait eu la vision. Si l’identité du visionnaire a été débattue jusqu’en 2009, on a toujours su qu’Ansellus n’était que celui qui avait mis le récit par écrit. On a la preuve maintenant que le visionnaire est un moine et qu’il a eu la vision dans un rêve alors qu’il se trouvait au monastère Saint-Rémi à Reims. Ansellus et son abbé Odon ont entendu le récit de sa propre voix. On ne sait rien d’autre sur le moine, mais à la lecture des deux lettres, certains indices laissent entrevoir la possibilité qu’il ait appartenu au monastère dont Odon était l’abbé.

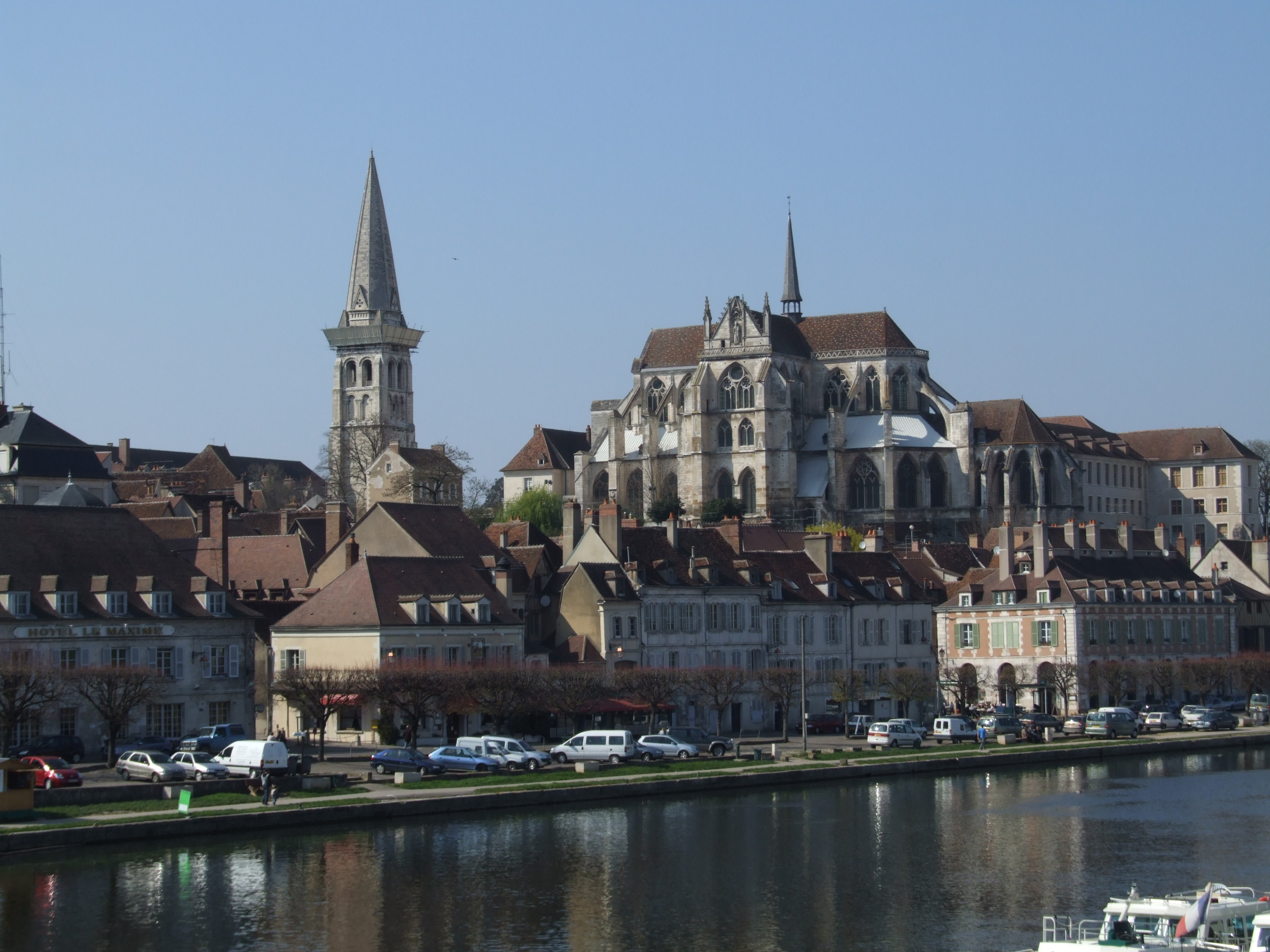
Abbaye Saint-Germain d'Auxerre

Odon est l’abbé qui commande la rédaction de la Vision. On l’a d’abord identifié à saint Odon de Cluny, mais on sait maintenant qu’il s’agit plutôt de l’abbé qui a dirigé le monastère Saint-Germain d’Auxerre de 1032, jusqu’à sa mort en 1052. Au moment de commander le poème, il est l’abbé d’Ansellus, mais sa lettre laisse entendre qu’il a déjà été son élève. À partir des années 1980, certains historiens ont pensé qu’Odon était le véritable visionnaire, mais sa lettre découverte en 2009 a invalidé cette théorie en désignant clairement le moine anonyme comme le visionnaire.
Le titre de Scholasticus qu’Ansellus se donne dans la lettre-préface du poème suggère qu’il est écolâtre, c'est-à-dire qu'il est maître d'école. La lettre d’Odon laisse par ailleurs entendre qu’Ansellus a eu comme maître Abbon de Fleury, mort en 1004. Les sources qui apprennent qu’Odon a été abbé de Saint-Germain d’Auxerre entre 1032 et 1052 révèlent aussi que c’est à cet endroit qu’il a reçu sa formation. On en conclut qu’Ansellus a joint ce monastère après avoir reçu sa propre formation à Fleury. Ansellus semble donc avoir composé le poème alors qu’il résidait au monastère d’Auxerre, même s’il peut paraitre étrange qu’Odon ait pris la peine de lui adresser la demande par écrit. Mais il est également possible qu’il eût quitté le monastère. Ansellus pourrait d’ailleurs être un certain Ansellus Archidiaconus qui a signé une charte à Auxerre en 1063. Cela signifierait que le moine ait éventuellement quitté l’abbaye pour exercer la fonction d’archidiacre. En somme, on sait depuis longtemps que la vision n’est pas celle d’Ansellus, ni celle d’Odon comme on l’a pensé jusqu’à récemment, mais celle qu’un moine anonyme a eue à Saint-Rémi de Reims.
Il est possible de préciser un peu plus la date de production du poème. Un court récit provenant du cinquième tome des Historiae de Raoul Glaber se rapporte à la même vision et serait une adaptation du texte d’Ansellus. Or, on sait que Raoul Glaber résidait à Saint-Germain d’Auxerre dès 1035 et que c’est à cet endroit qu’il a rédigé entre 1045 et 1047 le brouillon de ce tome. Ainsi, le poème aurait été composé entre 1032 et 1047. 
On ne connait pas l’auteur de la version en prose de la Vision. On a cru longtemps qu’elle était antérieure à la version en vers, mais une analyse philologique a permis récemment de démonter qu’elle était plutôt postérieure. Cette conclusion a par ailleurs été confirmée par la lettre d’Odon éditée peu après. Comme la version n’existe que dans un seul manuscrit du XVe siècle, l’incertitude sur sa date d’origine est très grande.

### Forme du texte
Dans sa demande, Odon prend soin de préciser à Ansellus qu’il veut que la vision soit mise « par écrit sous la forme rythmique ». Le poème qu’Ansellus compose comporte 522 vers octosyllabiques avec rimes. Dans la première édition de la Vision, le philologue Édélestand du Méril décrit la versification ainsi : « les vers ont huit syllabes, et son généralement liés par des rimes plates ou par des assonances; la pénultième est constamment brève, et les règles de l’élision ne sont jamais observées ». Dans son édition de la lettre-préface, André Wilmart observe par ailleurs que « la langue et le style [d’Ansellus], tout à la fois gauches et prétentieux, ne laissent pas de correspondre aux usages connus » de l’époque. Dans la plus récente édition critique de la Vision d'Ansellus, un chapitre est consacré à l’analyse métrique, linguistique et stylistique du poème. Le bénédictin Jean Leclercq remarque de son côté que dans le poème, « le style est plus fleuri, le récit est chargé d’enjolivements et de réminiscences historiques ou légendaires non dénuées de quelques pédanteries ».
La version en prose est substantiellement plus courte que le poème. Elle ne contient qu'environ 2000 mots. En comparaison avec le poème, le style est plus sobre. Les deux versions se suivent de près, mais Leclerc observe que la version en prose se limite aux faits bruts et se ne contient que quelques rares formules de la version en vers. Elle ne contient pas, par exemple, l’éloge de la ville de Reims qui relie la fondation de la ville à Romus, le frère de Romulus, et célèbre la mémoire de saint Rémi,.

### Récit détaillé de la Vision
La Vision n’a été traduite que récemment, en italien, mais on en trouve une description assez détaillée ainsi que la traduction française d’un passage important dans l’ouvrage de synthèse de l'historien Claude Carozzi sur les visions de l’au-delà. Un résumé plus succinct est aussi disponible dans un article de Richard Shoaf, ainsi que dans un compte rendu de l’ouvrage qui présente la traduction italienne.

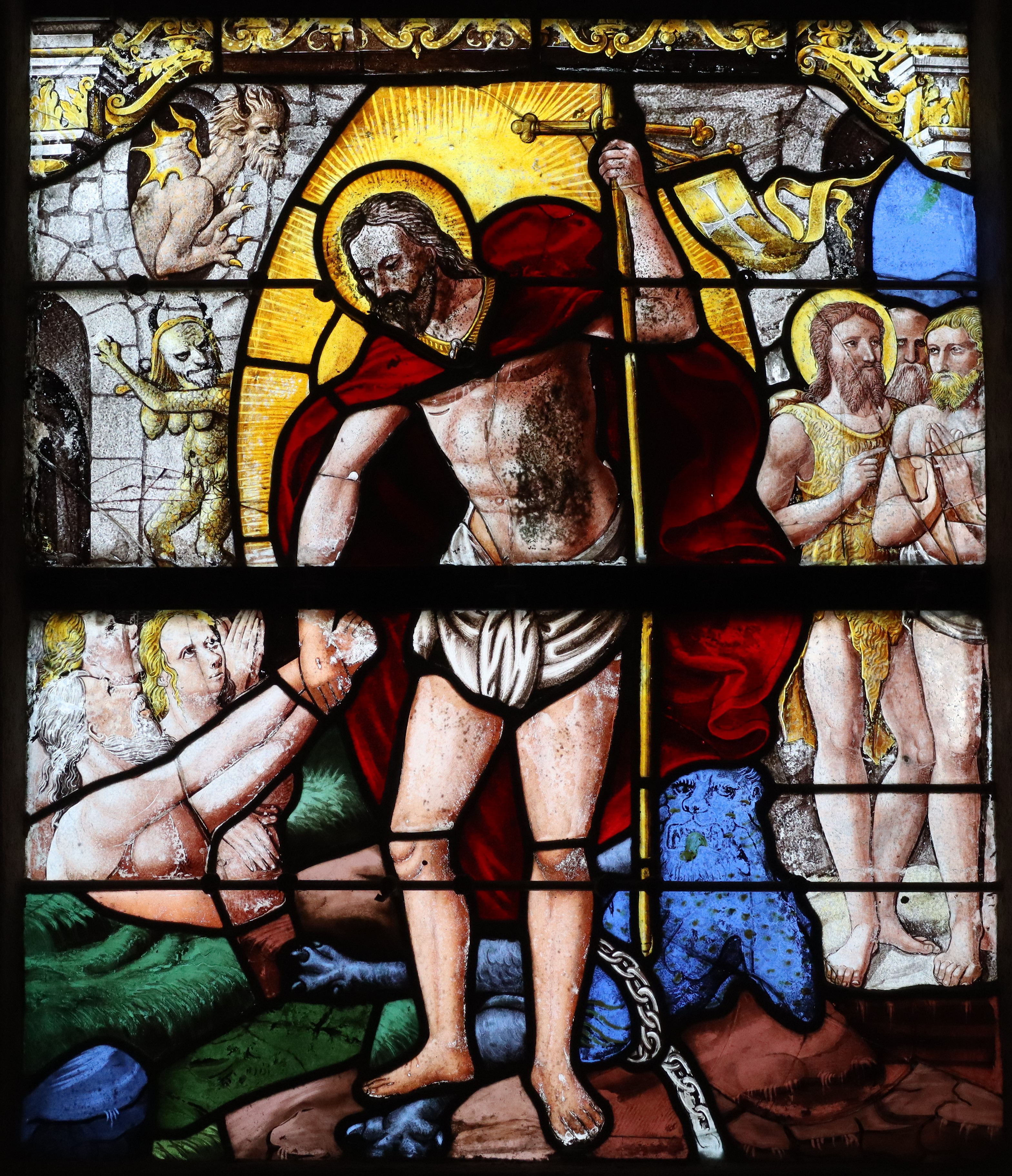
Descente du Christ aux enfers avec sa croix

La vision se produit dans le songe d’un moine peu avant l’office des matines, un dimanche de Pâques. Dans son rêve, il se voit dans l’église Saint-Rémi pendant la messe du dimanche des Rameaux. Alors qu’à titre de diacre il vient de terminer la lecture de l’Évangile de la passion, il voit le Christ descendre de la croix et lui demander s’il croit ce qu’il a lu. Après que le moine l’eût assuré de sa foi, le Christ qui tient dans la main une croix l’invite à le suivre. Ils se retrouvent tous deux en enfer alors que les « ministres des ténèbres » s’enfuient de frayeur. Le Christ confie alors les âmes purifiées des défunts aux anges pour être escortées jusqu’aux cieux. Le moine dont le corps n’a plus de pesanteur les suit puis se voit demander par le Christ où il veut aller. Il répond qu’il veut rester, mais le Sauveur lui rappelle que son temps n’est pas venu et qu’il doit retourner au monastère. Devant la peur du moine de repasser par l’enfer, le Christ ordonne à un démon de le ramener et de le protéger de toutes attaques de la part de ses semblables.
Sur le chemin du retour, ils rencontrent une foule d’ennemis infernaux qui cherchent à attraper le moine, mais il est protégé par le démon. Les deux se retrouvent donc à l’église Saint-Rémi. Le moine, toujours en rêve, range l’évangéliaire, retire chasuble et étole, puis regagne son lit. Alors qu’il est étendu, le démon lui demande de lui faire une place en lui rappelant qu’il vient de lui rendre un grand service. Malgré l’aspect peu rassurant du démon qui a « les dents noires, les cheveux en désordre, les yeux sanguinolents, les pieds d’un ours, les griffes d’un lion, le poil d’une chèvre noire », le moine accepte, confiant de la puissance protectrice du Christ. 

Dans la conversation qui suit, le moine demande pourquoi le Christ s’est rendu aux Enfers comme il l’avait fait le jour de la Résurrection alors qu’il avait brisé les portes et délivré les prisonniers. Le démon, encore sous l’emprise des commandements du Christ, est forcé de répondre, mais ne peut s’empêcher d’ironiser en utilisant des antiphrases :
« Les évêques sacrilèges et les abbés qui ne suivent pas la règle, les mauvais prêtres, eux et leurs diacres menteurs, les moniales adultères avec leurs petits clercs, les moines envieux et agités qui murmurent, rigoureusement appliqués aux prières diurnes et nocturnes tout au long de l’année, par leur bavardage nous causent cette peine. Mais également les travailleurs (laboratores) si avares et parcimonieux par les aumônes dont ils réconfortent les miséreux, dépouillent notre camp, comme tu le vois. Ainsi quiconque, d’une Pâque à l’autre, aura pu être de la sorte racheté des peines par ses amis sera sauvé. Cependant personne ne sort de chez nous sans avoir fait auparavant des œuvres qui plaisent à Dieu, par lesquelles de bons mérites sont acquis. En effet, les homicides, les coléreux, les luxurieux, les adultères, les ravisseurs, ceux qui pèchent contre nature, les parjures, ceux qui font sans cesse des actes hostiles à Dieu sont tout à fait des nôtres et sont condamnés avec nous à perpétuité. Donc cette fête, qui pour vous est par-dessus tout la plus favorable, est pour nous absolument terrible et terrifiante parce que tout ce que nous avons amassé, pendant l’année entière presque sans interruption, nous le perdons entièrement en cette seule nuit ».
Le moine essaie de convertir le démon, mais ce dernier se montre complètement réfractaire et avoue sa haine pour le Sauveur et pour les hommes qu’il accuse d’avoir pris la place des démons déchus et de régner sur eux depuis la venue du Christ. La conversation continue, mais le moine en aura perdu le souvenir à son réveil. Au moment où les cloches appellent aux matines, le démon tente de corrompre le moine en l’encourageant à rester au lit pendant la lecture du psaume. Le moine réplique avec indignation et se lève alors que le démon est chassé du lit et du monastère. Il se réveille enfin.

## Analyse
La Vision d’Ansellus se distingue à plusieurs égards des autres textes de la littérature visionnaire. Dans un compte rendu d’un ouvrage en italien, le médiéviste Mattia Cavagna en résume quelques-uns comme le fait que le visionnaire ne fournisse aucune description des lieux visités. Une autre particularité est que la vision se produit dans un rêve alors que généralement le visionnaire doit mourir, même si ce n’est que temporairement, pour que son âme puisse visiter les lieux de l’au-delà. L'historien Claude Carozzi souligne par ailleurs que la révélation est faite par le Christ lui-même et que les visions d’Ézéchiel et de Daniel sont évoquées explicitement à cet effet dans les vers 65 et 66 du poème,. Le moine est en effet guidé par le Christ durant le voyage même si c’est le démon qui lui donne toutes les explications par la suite. Le recours à un démon pour accompagner le moine à son retour est une autre particularité de la Visio Anselli. Habituellement, ce sont plutôt des anges qui exercent de telles fonctions.

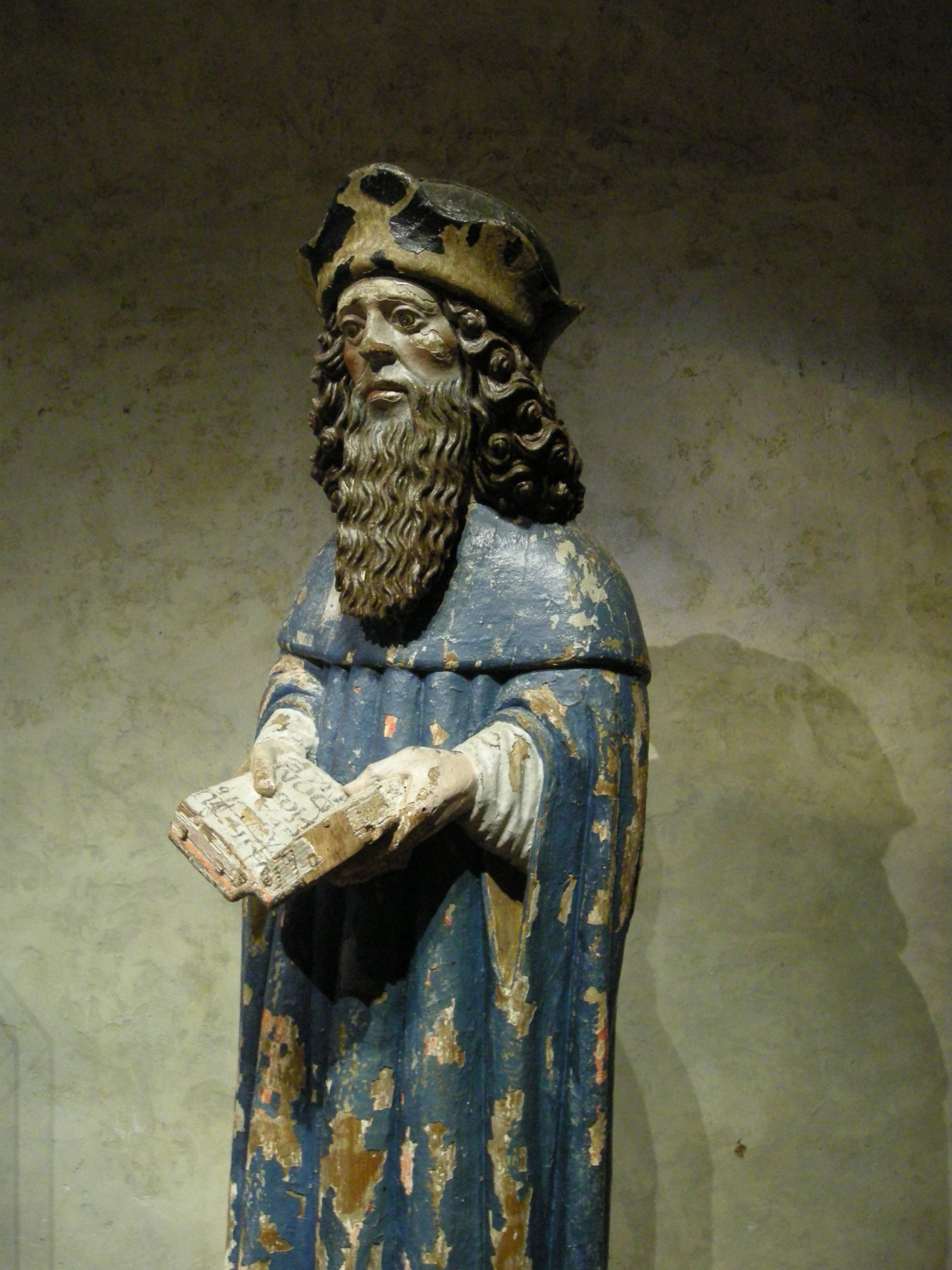
Saint Nicodème

La descente du Christ aux enfers n’est pas unique dans la littérature. Mais dans la Vision, elle rappelle indiscutablement l’Évangile de Nicodème lorsque le moine demande au démon pourquoi le Christ est descendu comme il l’avait fait après sa résurrection. Elle en est une allusion directe d’après Carozzi, car l’Évangile de Nicodème est le seul texte dans lequel le Christ descend aux enfers avec sa croix.
Dans la Vision d’Ansellus, l’Enfer semble situé entre la terre et les cieux. Le moine s’y rend en s’envolant avec un corps allégé et en traversant une atmosphère peuplée de démons. Mais il mentionne aussi l’Averne, qu’on localise normalement sous terre, lorsqu’il interroge le démon. Cet enfer joue aussi un rôle de purgatoire puisqu’il rassemble dans le même lieu les âmes des pécheurs qui seront sauvées après purification et celles qui sont condamnées à y rester pour l’éternité. Les deux catégories de péchés qui distinguent l’ultime sort des défunts sont définies par de nombreux exemples. Enfin, puisque les âmes sont purifiées, sauvées et amenées aux cieux par le Christ lui-même, on peut supposer que c’est pour y rester et que la décision remise en question lors du jugement dernier. Cette conception de l’au-delà et de la purgation diverge donc appréciablement de celle qui s’est progressivement précisée et enracinée dans la chrétienté après Augustin d’Hippone, Grégoire le Grand, puis Bède le Vénérable. Un autre point de divergence est l'inutilité des suffrages des vivants, c’est-à-dire les prières, les messes et les aumônes, pour aider au salut ou au soulagement des âmes. Ces dernières sont toutes purifiées et sauvées tant et aussi longtemps que les fautes ne sont pas trop graves.
La particularité la plus singulière de la Vision d’Ansellus est la libération et l’évacuation périodique des âmes de l’enfer. Chaque année, à Pâques, les âmes des pécheurs qui ont « fait auparavant des œuvres qui plaisent à Dieu », c’est-à-dire celles de ceux qui ne sont pas coupables des péchés méritant la damnation éternelle, sont sauvées. Carozzi souligne qu’aucun texte ne fait allusion à une telle « délivrance annuelle des âmes ». Il voit néanmoins une possible influence des hymnes V et IX du Cathemerinon de Prudence, même si ce dernier « ne fait jamais d’allusions directes à une délivrance des âmes à Pâques par le Christ ».
Cette délivrance périodique des âmes correspond à un cycle annuel et implique l’introduction d’un temps liturgique dans l’au-delà. Dans son analyse, Carozzi met en relation les conceptions liturgique ou cyclique, eschatologique, et historique ou psychologique du temps. Il observe notamment que le moine dans son songe revient de son voyage au même endroit et à l’instant même de son départ, comme si l’intervalle de temps correspondant à son voyage s’était contracté jusqu’à devenir nul. Il en conclut que c’est une manière symbolique de situer l’action du Christ hors du temps. Cette observation est particulièrement intéressante lorsqu’on l’aborde dans la perspective d’une conception platonicienne où l’éternité ne se définit pas comme une durée infinie, mais plutôt comme un état se situant hors du temps lui-même.
Enfin, la conversation entre le moine et le démon a aussi fait l’objet d’une analyse dans laquelle l'historien Richard Shoaf conclut que la Vision exprime avec humour, en se référant aux écritures et aux exégèses traditionnelles, les frustrations du démon qui ne peut satisfaire ses désirs diaboliques.

## Réception
La Vision d'Ansellus n'a pas connu une grande popularité. D'une part, seulement 10 manuscrits contenant ce texte ont survécu jusqu'à ce jour. D'autre part, peu d'informations sont disponibles sur la réception du récit au cours des siècles qui ont suivi sa production. 
Dans les années qui ont suivi la rédaction de la Vision d'Ansellus, Raoul Glaber a composé un récit basé sur la même vision et qui s'avère être une adaptation du poème d'Ansellus. Le récit inclut notamment une descente du Christ aux enfers à chaque fête de Pâques. Le récit de Raoul Glaber se trouve dans le cinquième tome de ses Historiae qui a été écrit entre 1045 et 1047 alors qu'il séjournait dans l'abbaye de Saint-Germain d'Auxerre dirigée par Odon. 

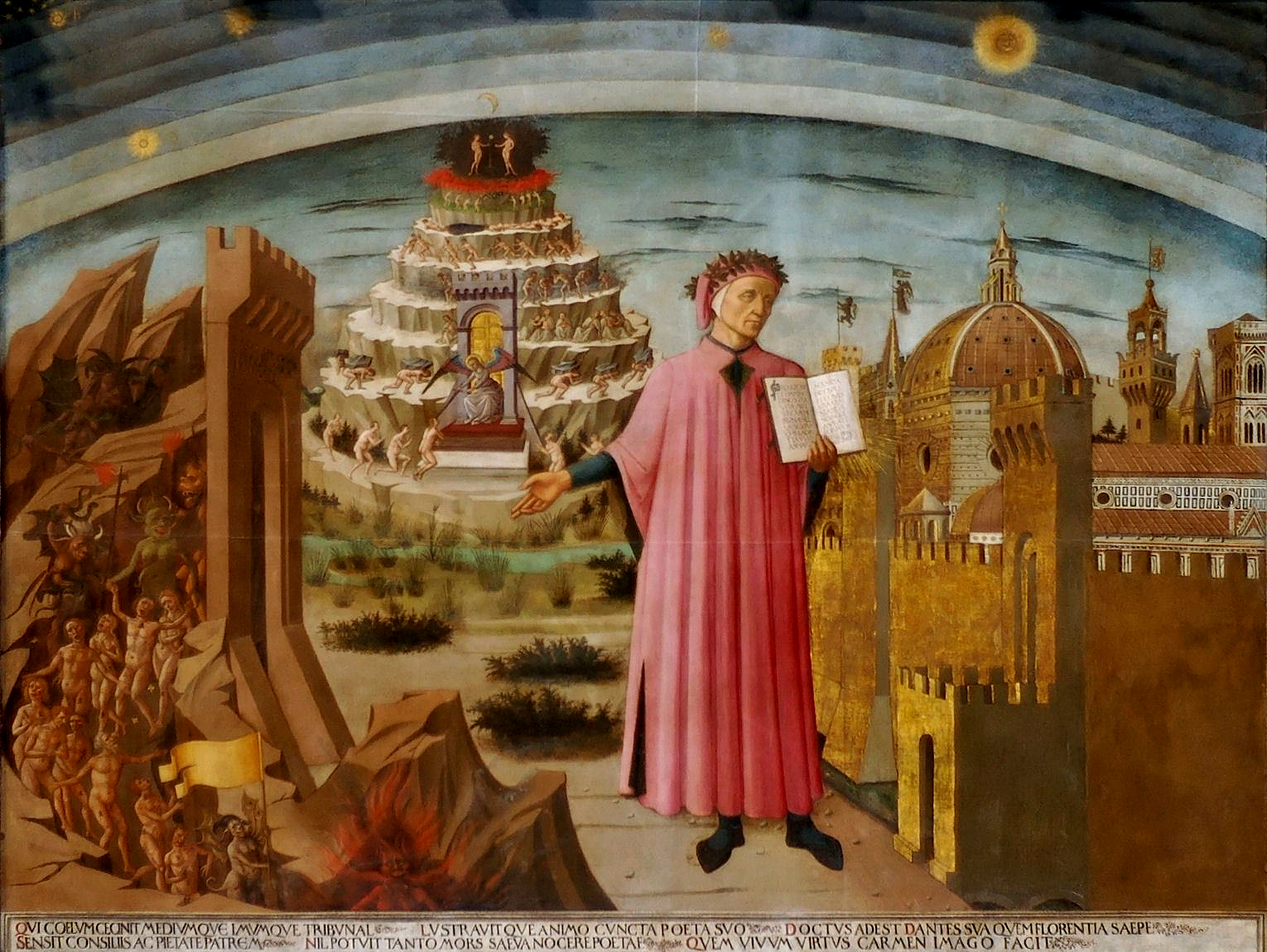
Dante Alighieri

Quelques siècles plus tard, Dante Alighieri semble s'être inspiré de la Vision d'Ansellus dans la Divine Comédie. Les passages qui montrent une ressemblance se trouvent dans le chant VIII et le chant XXI du cantique de l'Enfer.
À l'époque moderne, la Vision d’Ansellus est mentionnée en 1742 dans l’Histoire littéraire de la France. On peut y lire qu’un certain Ansel portant le titre de Scholastique et dirigeant les écoles de Fleury a mis en vers le récit de saint Odon, son abbé. Ce récit reprend une vision qu’il a apprise d’un moine étranger rencontré à Saint-Rémi de Reims. Le seul commentaire sur le contenu indique qu’elle concerne un « démon assés singuliere ». Les auteurs de l’Histoire littéraire de la France associent Ansellus à Fleury parce qu’ils croient que le manuscrit d’Orléans dans lequel se trouve le texte est unique et qu’il provient de l’abbaye bénédictine de Fleury à Saint-Benoît-sur-Loire. Ils associent à tort l'abbé Odon à Saint Oddon de Cluny.

## Dans la littérature

### Manuscrits

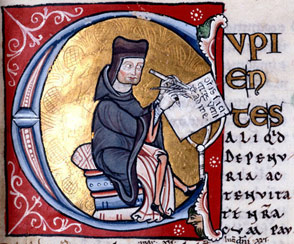
Moine copiste

Les sources qui permettent d’étudier la Vision d’Ansellus se réduisent à quatre documents : l’Epistola Odonis Abbatis, la lettre d’Odon qui commande l’œuvre; l’Epistola Scriptoris, la lettre-préface d’Ansellus; la Visio, le poème en 522 vers, et la Revelacio visionis cuiusdam monachi de immensa pieta Christi, la version en prose de la Vision.
Dix manuscrits contenant un ou plusieurs de ces quatre documents ont survécu jusqu’à nos jours, et 4 d’entre eux peuvent être consultés en ligne. La version en vers est reproduite au complet dans 8 des manuscrits. Un onzième manuscrit s’avère important même s’il n’a pas survécu. Une mention du manuscrit dans une lettre du XVIIe siècle renseigne sur le visionnaire, le commanditaire et l’auteur du récit grâce à son intitulé très explicite : Vision d’un moine au monastère de Saint-Rémi, relatée par Anseau, disciple du saint abbé de Fleury, Abbon sur ordre de l’abbé Odon.
| Manuscrits                                                              | Siècle | Documents                                  | Folios                         |
| Auxerre, Bibl. J. Lacarrière, 91,                                       | XII    | Poème                                      | ff. 130va-132v                 |
| Vatican, Bibl. Apostolica Vaticana, Reg. Lat. 73                        | XII    | Lettre-préface Poème                       | f. 56v ff. 56v-60r             |
| Montpellier, Bibl. interuniv., Section de Médecine H 68                 | XI     | Poème Lettre-préface                       | ff. 62vb-64rb f. 64rb-64rc     |
| Orléans, Médiathèque, 182,                                              | XI     | Poème Lettre-préface                       | pp. 327a-333b pp. 333b-334     |
| Paris, BNF, lat. 4887                                                   | XII    | Poème                                      | ff. 79rb-80vb                  |
| Paris, BNF, lat. 5138                                                   | XVII   | Poème                                      | ff. 94r-97r                    |
| Paris, BNF, lat. 5572                                                   | XI     | Poème Lettre-préface                       | ff. 22va-26va f. 26vb          |
| Subiaco, Bibl. del Mon. Naz. del Monastero di Santa Scolastica 205, CCI | XV     | Lettre-préface Version prose               | f. 149v ff. 149v-151v          |
| Verdun, Bibl. Municipale 57                                             | XI     | Poème Lettre-préface                       | ff. 98ra-100rc f. 100rc        |
| Paris, BNF, lat.12771                                                   | XVII   | Lettre d’Odon Lettre-préface Poème (part.) | p. 134 pp. 134-135 pp. 135-136 |

### Éditions
La Vision d’Ansellus est éditée pour la première fois par le philologue Édélestand du Méril, en 1843, dans un ouvrage intitulé Poésies populaires latines antérieures au douzième siècle. Il s’agit d’une édition critique dans laquelle seul le poème est reproduit, dans sa version originale en latin. Du Méril avait accès à trois manuscrits, mais le texte n’est établi qu’à partir des manuscrits lat. 5572 et 4887 puisque le manuscrit lat. 5138 est une copie du premier. L’éditeur présente le récit comme un exemple « d’aberration maladive de l’imagination [prises] pour de véritables révélations ». Il s’agit à son avis d’une méprise propre au Moyen Âge alors que la raison était disposée à « s’anéantir dans un mysticisme systématique ». À l’époque, la version en prose n'est pas connue, ni la lettre d’Odon à Ansellus. Du Méril continu d’identifier Ansellus Scolasticus au directeur de l’école de Fleury et situe le récit dans le temps à la première moitié du Xe siècle. Il explique qu’Ansellus l’a rédigé à la demande de son abbé Odon qu’il confond avec saint Odon de Cluny. L’édition comporte très peu de notes, mais du Méril souligne certaines similitudes avec les croyances à l’époque de saint Grégoire, et avec l’Évangile de Nicodème. Il discute aussi brièvement de l’idée de la délivrance périodique des damnés en souvenir de la Résurrection. L’édition de du Méril a été réimprimée peu après dans la Patrologiae cursus completus,.
En 1933, le médiéviste bénédictin Dom André Wilmart édite pour la première fois la lettre-préface d’Ansellus à Odon qui accompagne généralement le poème dans les manuscrits. Il établit le texte, sans le traduire, à partir des manuscrits du Vatican, d’Orléans et de Paris lat. 5572. Il donne aussi une liste de 6 manuscrits contenant le poème. Le manuscrit du Vatican qu’il utilise ne comporte pas l’adresse originale de la lettre, mais celle-ci est précédée d’un titre général qui laisse entendre qu’Ansellus est un frère du monastère Saint-Germain d’Auxerre. Il propose alors l’hypothèse selon laquelle l’abbé qui a commandé le poème n’est pas Odon de Cluny, mais un autre Odon qui a gouverné le monastère d’Auxerre entre 1032 et 1052.
La version en prose de la Vision n'est éditée qu’en 1969 par le bénédictin Dom Jean Leclercq qui l'a découverte peu avant dans un manuscrit de l’Abbaye Sainte-Scholastique, fondée au VIe siècle par saint Benoit. L’incipit de la lettre d’Ansellus qui précède cette version se lit « Epistola Anshelmi Monachi ad Odonem Abbatem Antisiodorensem » que l’on peut traduire par « Lettre du moine Anshelmus à Odon, abbé à Auxerre ». Ce manuscrit confirme ainsi l’hypothèse de Wilmart concernant l’identité d’Odon. Leclercq explique la déformation du nom d’Ansellus par le fait que ce manuscrit provient originellement d’Allemagne. La version en prose de la Visio et la lettre d’Ansellus sont éditées toutes deux sur la base de ce manuscrit et sans traduction. À cette époque Leclercq est d’avis que la version en vers est postérieure cette nouvelle version en prose.
L’édition la plus complète de la Vision d’Ansellus est très récente. Dans un ouvrage en italien issu d’une thèse de doctorat, Roberto Gamberini réunit en 2008 une nouvelle édition de la Vision dans ses deux versions ainsi que de la lettre-préface. De plus, pour la première fois, la Vision d’Ansellus est traduite dans une langue moderne. Le médiéviste Mattia Cavagna a rédigé un compte rendu en français qui donne un bon aperçu des contributions originales de Gamberini. Il mentionne notamment qu’il a fourni des arguments convaincants pour démontrer que la version en vers est la plus ancienne et que la version en prose en « constitue un dérimage ». Cette conclusion sera confirmée un a plus tard avec l’édition de la lettre d’Odon. Cavagna souligne aussi la richesse et la profondeur d’un chapitre consacré à l’analyse métrique, linguistique et stylistique. Gamberini édite également dans le même ouvrage le récit de Raoul Glaber « qui reprend la fin de la vision et approfondit le discours sur l’utilité des suffrages et des prières pour les morts, une inclut dans la fin de la vision la question de l’utilité du suffrage des vivants pour les morts ». La question du suffrage des vivants semble en effet totalement absente de la Vision d’Ansellus.
Dans l'année qui suit la publication de l’ouvrage de Gamberini, le latiniste François Dolbeau édite une nouvelle source qu’il a récemment découverte dans un manuscrit du XVIIe siècle. Il s’agit de la lettre dans laquelle Odon demande à Ansellus de mettre le récit par écrit. C’est la pièce qui permet enfin de répondre à plusieurs questions débattues depuis longtemps et de prouver une fois pour toutes que le visionnaire est un moine anonyme. La lettre permet de préciser la relation entre Ansellus et Odon, et aussi de démontrer l’antériorité de la version en vers du récit. Dobeau prend exemple de sa découverte pour illustrer l’importance des documents périphériques qui se perdent ou s’égarent comme par « érosion » lors de la transmission des œuvres manuscrites.

### Études
Dans une étude réalisée en 1980, l'historien Richard A. Shoaf attire l’attention sur une variante dans le manuscrit du Vatican qui avait été notée par André Wilmart en 1933. Cette variante se limite à un seul mot, mais la conséquence est très importante. Le remplacement du mot iussionis par visionis, dans la lettre-préface, suggère en effet qu’Odon est le véritable visionnaire en plus d’être le commanditaire du texte. Shoaf renforce cette hypothèse par une analyse qui prend en compte les écrits de Raoul Glaber, sa personnalité et le contexte politique du monastère d’Auxerre. Ses arguments sont convaincants puisque certains historiens, dont Claude Carozzi et Roberto Gamberini, désigneront par la suite le récit comme la Vision d’Odon,. La découverte de la lettre d'Odon en 2009 viendra toutefois infirmer cette hypothèse.
Shoaf est le premier en 1982 à proposer une exégèse de la Vision d’Ansellus. Elle porte plus particulièrement sur la partie qui présente le dialogue entre le moine et le démon. Il met le texte en relation avec les écritures et l’exégèse traditionnelle et fait ressortir le caractère quelque peu humoristique de cette partie du récit.
Dans son ouvrage de 1994 sur les voyages dans l’au-delà Claude Carozzi remet en question l’identité de l’auteur de la Vision. Il propose d’associer Ansellus à un écolâtre de Reims connu pour son récit de la consécration de la basilique Saint-Rémi par Léon IX en 1049. Il fournit par ailleurs pour la première fois en langue moderne un résumé détaillé du récit dans lequel il inclut la traduction de certains passages importants. Il poursuit avec une analyse exégétique approfondie. L’essentiel de la section Analyse ci-dessus n’est qu’un bref et imparfait résumé de sa discussion.